# Coupe de Tunisie de football 2013-2014
Navigation
Coupe de Tunisie 2012-2013 Coupe de Tunisie 2014-2015
La coupe de Tunisie de football 2013-2014 est la 57e édition de la coupe de Tunisie depuis 1956 et la 82e au total, une compétition à élimination directe mettant aux prises des centaines de clubs de football amateurs et professionnels à travers la Tunisie. Elle est organisée par la Fédération tunisienne de football.

## Résultats

### 1ertour
| Date du match    | Équipe 1                        | Équipe 2                         | Score 90 min | Score Prol. | Tirs au but |
| ---------------- | ------------------------------- | -------------------------------- | ------------ | ----------- | ----------- |
| 22 décembre 2013 | Union sportive de Ben Guerdane  | Sporting Club de Ben Arous       | 2-1          |             |             |
| 22 décembre 2013 | Club sportif de Korba           | Club sportif hilalien            | 3-2          |             |             |
| 22 décembre 2013 | Jendouba Sports                 | Association sportive de l'Ariana | 1-0          |             |             |
| 22 décembre 2013 | Enfida Sports                   | Croissant sportif de M'saken     | 1-0          |             |             |
| 22 décembre 2013 | Avenir sportif de Kasserine     | Association sportive de Djerba   | 1-0          |             |             |
| 22 décembre 2013 | Sfax railway sport              | Football Club Hammamet           | 2-1          |             |             |
| 22 décembre 2013 | Club olympique des transports   | Espoir sportif de Hammam Sousse  | 1-1          | 1-1         | 4-3         |
| 22 décembre 2013 | Étoile olympique de Sidi Bouzid | Avenir sportif de Gabès          | 0-0          | 0-0         | 0-3         |
| 22 décembre 2013 | Olympique du Kef                | Stade sportif sfaxien            | 2-0          |             |             |
| 22 décembre 2013 | Espérance sportive de Zarzis    | Étoile sportive de Béni Khalled  | 4-0          |             |             |

### 2etour
| Date du match | Équipe 1                              | Équipe 2                        | Score 90 min | Score Prol. | Tirs au but |
| ------------- | ------------------------------------- | ------------------------------- | ------------ | ----------- | ----------- |
| 15 mars 2014  | Avenir sportif de Kasserine           | Club sportif de Korba           | 3-1          |             |             |
| 15 mars 2014  | Jendouba Sports                       | El Ahly Mateur                  | 4-2          |             |             |
| 15 mars 2014  | Union sportive de Siliana             | Enfida Sports                   | 1-0          |             |             |
| 16 mars 2014  | Croissant sportif chebbien            | Avenir sportif de Gabès         | 1-1          | 1-1         | 1-4         |
| 16 mars 2014  | Avenir sportif de Tataouine           | Sfax railway sport              | 1-2          |             |             |
| 15 mars 2014  | Club olympique des transports         | Club sportif de Menzel Bouzelfa | 2-2          | 2-3         |             |
| 22 mars 2014  | Union sportive de Ben Guerdane        | Jeunesse sportive d'El Omrane   | 5-0          |             |             |
| 15 mars 2014  | Stade nabeulien                       | Olympique du Kef                | 1-1          | 1-1         | 4-3         |
| 15 mars 2014  | Club sportif de Nefta                 | Espérance sportive de Zarzis    | Forfait      |             |             |
| 15 mars 2014  | Hirondelle sportive de Kalâa Kebira   | Dahmani Athlétique Club         | 3-2          |             |             |
| 16 mars 2014  | Oasis sportive de Chenini             | Espoir sportif de Haffouz       | 1-2          |             |             |
| 15 mars 2014  | Stade sportif gafsien                 | Étoile sportive du Fahs         |              |             |             |
| 16 mars 2014  | En-Nadi Ahli Bouhjar                  | Union sportive de Tataouine     | Forfait      |             |             |
| 15 mars 2014  | Club sportif de Hajeb El Ayoun        | Football Mdhilla Club           | 2-1          |             |             |
| 15 mars 2014  | Étoile sportive de Fériana            | El Makarem de Mahdia            | 2-1          |             |             |
| 15 mars 2014  | Vague sportive de Menzel Abderrahmane | Club sportif de Makthar         | 1-0          |             |             |

### Seizièmes de finale
| Date du match | Équipe 1                              | Équipe 2                        | Score 90 min | Score Prol. | Tirs au but |
| ------------- | ------------------------------------- | ------------------------------- | ------------ | ----------- | ----------- |
| 18 avril 2014 | Espérance sportive de Zarzis          | Avenir sportif de Gabès         | 2-3          |             |             |
| 19 avril 2014 | Jendouba Sports                       | Club sportif de Hajeb El Ayoun  | 2-0          |             |             |
| 19 avril 2014 | Union sportive de Siliana             | El Gawafel sportives de Gafsa   | 1-2          |             |             |
| 19 avril 2014 | Vague sportive de Menzel Abderrahmane | Club sportif de Menzel Bouzelfa | 1-0          |             |             |
| 19 avril 2014 | Étoile sportive de Fériana            | Sfax railway sport              | 2-1          |             |             |
| 19 avril 2014 | Union sportive de Ben Guerdane        | Club sportif sfaxien            | 1-1          | 1-2         |             |
| 19 avril 2014 | Union sportive monastirienne          | Avenir sportif de La Marsa      | 1-1          | 1-1         | 5-3         |
| 20 avril 2014 | Espérance sportive de Tunis           | Olympique de Béja               | 3-1          |             |             |
| 20 avril 2014 | Espoir sportif de Haffouz             | Club africain                   | 0-1          |             |             |
| 20 avril 2014 | Avenir sportif de Kasserine           | Étoile sportive de Métlaoui     | 2-3          |             |             |
| 20 avril 2014 | Hirondelle sportive de Kalâa Kebira   | La Palme sportive de Tozeur     | 0-3          |             |             |
| 20 avril 2014 | Club Al Ahli Al Hajri                 | Jeunesse sportive kairouanaise  | 0-2          |             |             |
| 20 avril 2014 | Stade nabeulien                       | Club sportif de Hammam Lif      | 1-3          |             |             |
| 20 avril 2014 | Grombalia Sports                      | Stade tunisien                  | 0-1          |             |             |
| 24 avril 2014 | Étoile sportive du Fahs               | Étoile sportive du Sahel        | 0-4          |             |             |
| 10 mai 2014   | Stade gabésien                        | Club athlétique bizertin        | 1-1          | 1-1         | 5-4         |

### Huitièmes de finale
| Date du match | Équipe 1                              | Équipe 2                      | Score 90 min | Score Prol. | Tirs au but |
| ------------- | ------------------------------------- | ----------------------------- | ------------ | ----------- | ----------- |
| 12 juin 2014  | Avenir sportif de Gabès               | Étoile sportive de Métlaoui   | 0-2          |             |             |
| 12 juin 2014  | Jendouba Sports                       | Union sportive monastirienne  | 0-3          |             |             |
| 12 juin 2014  | Jeunesse sportive kairouanaise        | El Gawafel sportives de Gafsa | 0-0          | 1-0         |             |
| 12 juin 2014  | Club africain                         | Stade gabésien                | 1-0          |             |             |
| 12 juin 2014  | Vague sportive de Menzel Abderrahmane | Club sportif sfaxien          | 0-3          |             |             |
| 12 juin 2014  | Espérance sportive de Tunis           | Club sportif de Hammam Lif    | 3-1          |             |             |
| 12 juin 2014  | Étoile sportive de Fériana            | Étoile sportive du Sahel      | 0-3          |             |             |
| 12 juin 2014  | Stade tunisien                        | La Palme sportive de Tozeur   | Forfait      |             |             |

### Quarts de finale
| Date du match | Équipe 1                     | Équipe 2                       | Score 90 min | Score Prol. | Tirs au but |
| ------------- | ---------------------------- | ------------------------------ | ------------ | ----------- | ----------- |
| 15 juin 2014  | Union sportive monastirienne | Jeunesse sportive kairouanaise | 0-2          |             |             |
| 15 juin 2014  | Étoile sportive du Sahel     | Étoile sportive de Métlaoui    | 3-0          |             |             |
| 15 juin 2014  | Club africain                | Stade tunisien                 | 0-1          |             |             |
| 15 juin 2014  | Espérance sportive de Tunis  | Club sportif sfaxien           | 1-2          |             |             |

### Demi-finales
| Date         | Équipe 1             | Équipe 2                       | Score 90 min | Score Prol. | Tirs au but |
| ------------ | -------------------- | ------------------------------ | ------------ | ----------- | ----------- |
| 22 juin 2014 | Stade tunisien       | Étoile sportive du Sahel       | 0-0          | 0-0         | 4-5         |
| 21 juin 2014 | Club sportif sfaxien | Jeunesse sportive kairouanaise | 0-0          | 2-0         |             |

### Finale
| Date         | Équipe 1                 | Équipe 2             | Score 90 min | Score Prol. | Tirs au but |
| ------------ | ------------------------ | -------------------- | ------------ | ----------- | ----------- |
| 27 juin 2014 | Étoile sportive du Sahel | Club sportif sfaxien | 1-0          |             |             |

L'attaquant algérien Baghdad Bounedjah offre à l'Étoile sportive du Sahel sa neuvième coupe de Tunisie dans le temps additionnel (90+1). Le match est arbitré par Youssef Srairi secondé par Mohsen Ben Salem et Walid Harrag.